# 东风21型柴油机车
东风21型柴油机车（DF21）是中国铁路使用的米轨柴油机车车型之一，适用于轨距为1000毫米的米轨铁路，由青岛四方机车车辆厂于2002年研制成功。

## 发展历史
自1980年代起，东方红21型液力传动柴油机车一直是昆河铁路、昆石铁路、蒙宝铁路的主力机车，担当所有客运、货运、调车任务。随着机车逐步老化，至1999年后陆续有20台东方红21型机车报废。此外，由于东方红21型机车功率较小，成为提高米轨铁路运能的最大障碍之一。为了寻找替代车型，因此中华人民共和国铁道部于2001年6月，要求四方机车车辆厂研制新一代采用电力传动的东风21型米轨柴油机车。2002年4月，东风21型机车总体设计方案通过了技术设计审查；同年8月完成了施工设计，开始投入试制；同年9月至10月，转向架构架与车体钢结构分别完成了静强度试验。
2002年12月，首两台东风21型机车样车先后完成组装，并于2003年1月由四方厂完成了初步试验，同年3月交付昆明铁路局开远机务段试用。

## 技术特点
东风21型机车为六轴米轨柴油机车，采用低合金钢整体承载结构棚式车体，设双侧贯通式内走廊、双端司机室。机车车体从前到后依次为第一司机室、电气室、辅助传动室、动力室、冷却室、辅助电气室和第二司机室。电气室内设有高压、交流、控制电器的独立电器柜；辅助传动室设有电阻制动柜、主整流柜、牵引电机通风机、直流起动发电机、交流辅助发电机、总风格等设备；动力室在机车中部，安装了一套柴油发电机组，以及空气滤清器、膨胀水箱等辅助装置；冷却室内设有V型结构的散热器、风扇及螺杆式空气压缩机；辅助电气室设有蓄电池组。车底两台转向架之间设有燃油箱。
机车装用一台卡特彼勒公司的3512B型柴油机，为12气缸、四冲程、电子燃油喷射、废气涡轮增压的V型高速柴油机，具有耗油低、尺寸小、重量轻的特点，适合米轨机车使用。气缸直径170毫米，活塞行程215毫米，额定转速为每分钟1500转，装车功率为1455千瓦。
机车采用交—直流电传动，采用JF219A型三相交流无刷励磁同步发电机和ZD126型直流牵引电动机。柴油机通过弹性联轴节直接驱动一台三相交流同步牵引发电机，通过硅整流装置把牵引发电机发出的三相交流电整流为直流电，再将电能输送给两台转向架上的六台并联的直流串励牵引电动机，通过传动齿轮驱动车轮。
机车走行部为两台完全相同的三轴自导向径向转向架，其径向调整机构原理与东风8B型7001号机车的径向转向架大致相同，具有车轮磨耗低、曲线通过性能好的优势。一系悬挂与轴箱定位采用单拉杆双弹簧配垂向减振器，二系悬挂为转向架构架上的旁承橡胶弹簧。牵引电动机采用滚动轴承抱轴式半悬挂。

## 机车命名
| 机车编号  | 名称               | 配属                     | 备注 |
| --------- | ------------------ | ------------------------ | --- |
| DF21-0006 | 状元号             | 昆明局集团公司昆明机务段 | 2020年命名后运用于石屏-临安旅游观光列车。                                                                   |
| DF21-0007 | 青年号             | 昆明铁路局开远机务段     | 已摘牌，后开远机务段降级昆明机务段开远运用车间后改配属昆局昆段。                                            |
| DF21-0008 | 建水古城观光小火车 | 昆明局集团公司昆明机务段 | 2015年更改涂装后开始运营于蒙宝线临安-团山区段牵引旅游观光列车，2017年在车上贴上建水古城观光小火车相关标识。 |

## 参看
- 东方红1型柴油机车
- 东方红2型柴油机车
- 东方红3型柴油机车
- 东方红4型柴油机车
- 东方红5型柴油机车
- 东方红21型柴油机车